# سلول خورشیدی نانو کریستالی

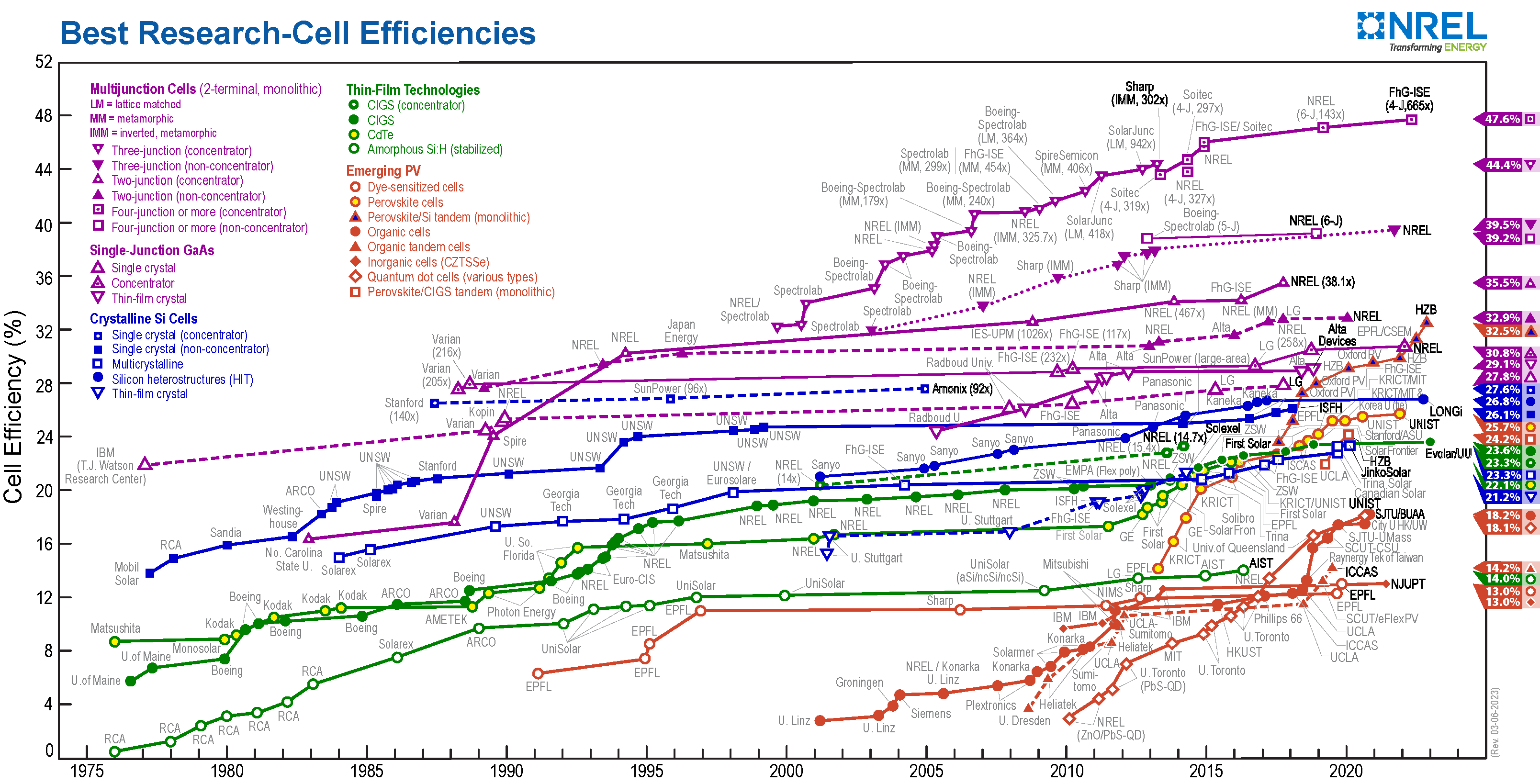
کارایی سلول های خورشیدی مختلف

سلول‌های خورشیدی نانوکریستالی، سلول‌های خورشیدی با زیرلایه ای از پوشش نانو کریستال‌ها هستند. نانوکریستال‌ها معمولاً از موادی مثل سیلیکون ، CdTe یا CIGS ساخته شده و زیرلایه ها معمولا سیلیکون یا رساناهای آلی مختلف هستند. سلول های خورشیدی نقطه کوانتومی گونه ای از این روش هستند که از آثار مکانیکی کوانتومی برای استخراج عملکرد بیشتر استفاده می‌کنند.  سلول های خورشیدی حساس به رنگ یکی دیگر از رویکردهای مرتبط است، اما در این مورد نانوساختار بخشی از زیرلایه است.
روش‌های قبلی بر اساس فرآیندهای برآرایی پرتو مولکولی گران‌قیمت کار می‌کردند، اما سنتز کلوئیدی امکان ساخت و تولید ارزان‌تر سلول‌ها را فراهم می‌کند. یک لایه نازک از نانو کریستال‌ها از فرآیندی به نام " پوشش چرخشی " به دست می آید. در این روش مقداری از محلول نقطه کوانتومی روی یک سطح صاف قرار داده می‌شود که خیلی سریع دوران می‌کند. محلول به طور یکنواخت پخش می شود و سطح مورد نظر تا رسیدن به ضخامت مورد نیاز چرخانده می شود.
سلول‌های فتوولتائیکی مبتنی بر نقاط کوانتومی، بر اساس فیلم‌های کلوئیدی تیتانیوم دی اکسیدی که با رنگ حساس شدند، در سال 1991 مورد بررسی قرار گرفت  و مشخص شد که کارایی امیدوارکننده‌ای را در تبدیل انرژی نور تابش شده به انرژی الکتریکی نشان می‌دهند و به دلیل هزینه کم مواد استفاده شده، بسیار دلگرم‌کننده هستند. . یک ساختار تک نانوکریستالی (کانالی) که در آن دنباله ای از ذرات منفرد بین الکترودها، که هر کدام با طول انتشار 1 اکسیتون از هم جدا شده‌بودند، برای بهبود کارایی دستگاه پیشنهاد شد  و تحقیقات روی این نوع سلول‌های خورشیدی توسط گروه‌هایی در دانشگاه های استنفورد، برکلی و دانشگاه توکیو در حال انجام است.
اگرچه تحقیقات هنوز در مرحله های آغازین است، فتوولتائیک های نسل اول ساخته شده از سیلیکون کریستالی آینده می‌توانند مزایایی مانند انعطاف‌پذیری (فتوولتائیک‌های مرکب کوانتومی-پلیمر  )، هزینه‌ کمتر و تولید برق پاک 65 درصد    را در مقایسه با حدود 20 ارائه دهند. تا 25 درصد نشان دهند. 
گفته می‌شود که بسیاری از آزمایش‌ها و اندازه گیری ها روی بازدهی سلول های نانوکریستالی دارای خطا هستند و سلول‌های خورشیدی نانوکریستالی برای تولید در مقیاس بزرگ مناسب نیستند. 

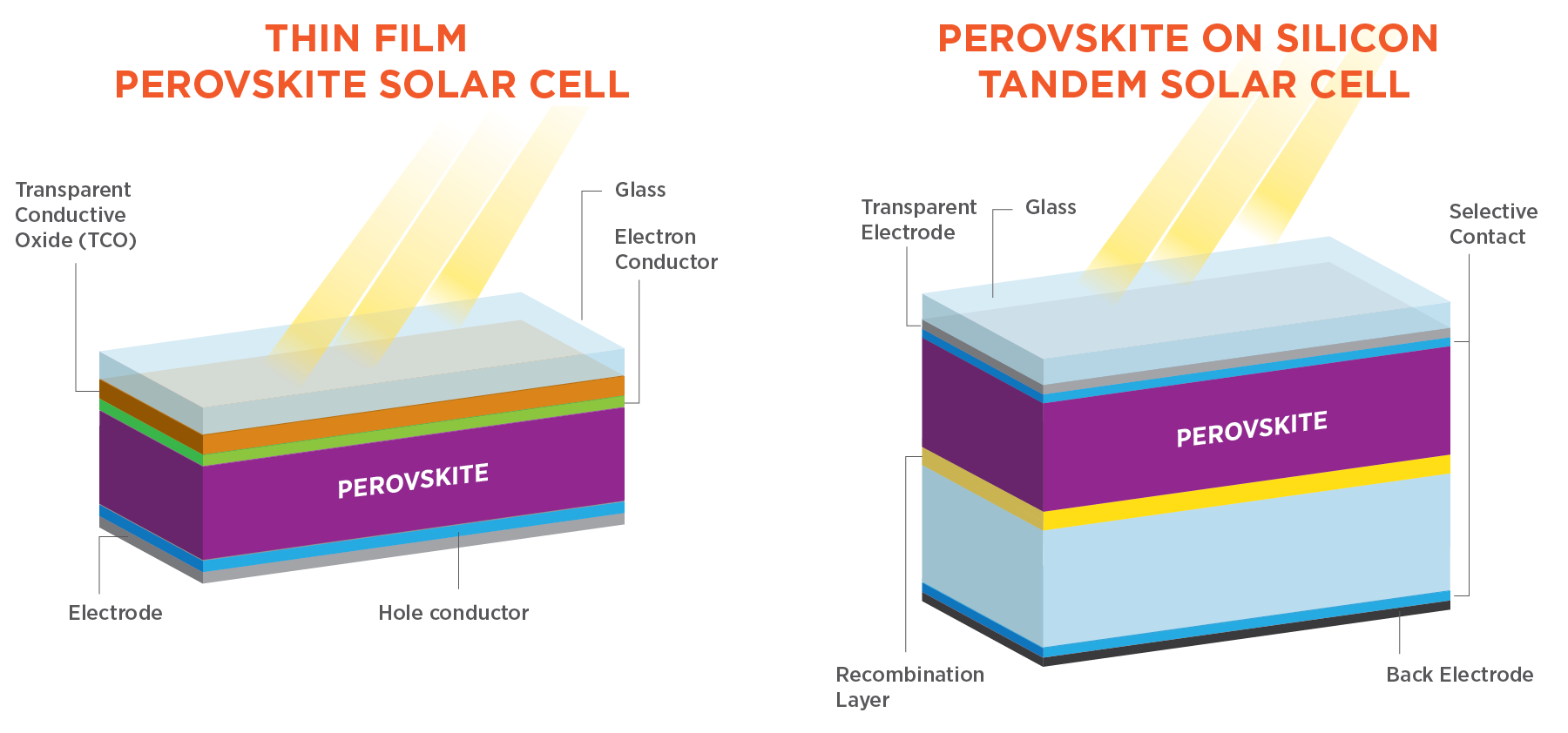
سلول حورشیدی لایه نازک و پروسکایت روی سلول خورشیدی سیلیکونی

تحقیقات اخیر روی نیم‌رسانای سلنید سرب (PbSe) و فتوولتائیک تلورید کادمیوم (CdTe)؛ که قبلاً در تولید سلول های خورشیدی لایه نازک نسل دوم به خوبی نشان داده شده بودند ، انجام شده است . تحقیقات روی مواد دیگر نیز در حال انجام است.

## سایر سلول های خورشیدی نسل سوم
- سلول فوتوالکتروشیمیایی
- سلول خورشیدی پلیمری
- سلول خورشیدی پروسکایت

## همچنین ببینید
- سیلیکون نانو کریستالی
- نانو ذره

## مراجع
1. ↑  Shishodia, Shubham; Chouchene, Bilel; Gries, Thomas; Schneider, Raphaël (2023-10-31). "Selected I-III-VI2 Semiconductors: Synthesis, Properties and Applications in Photovoltaic Cells". Nanomaterials (به انگلیسی). 13 (21): 2889. doi:10.3390/nano13212889. ISSN 2079-4991. PMC 10648425. PMID 37947733.
2. ↑  
B. O’Regan and M. Gratzel (1991). "A low-cost, high efficiency solar cell based on dye-sensitized colloidal TiO2 films". Nature. 353 (6346): 737–740. Bibcode:1991Natur.353..737O. doi:10.1038/353737a0.
3. ↑  
J.S. Salafsky (2001). "A 'channel' design using single, semiconductor nanocrystals for efficient (opto)electronic devices films". Solid-State Electronics. 45 (1): 53–58. Bibcode:2001SSEle..45...53S. doi:10.1016/S0038-1101(00)00193-3.
4. ↑  
D.S. Ginger; N.C. Greenham (1999). "Photoinduced electron transfer from conjugated polymers to CdSe nanocrystals". Physical Review B. 59 (16): 10622. Bibcode:1999PhRvB..5910622G. doi:10.1103/PhysRevB.59.10622.
5. ↑  Ilan Gur, Neil A. Fromer, Michael L. Geier, and A. Paul Alivisatos (2005). "Air-Stable All-Inorganic Nanocrystal Solar Cells Processed from Solution". Science. 310 (5745): 462–465. Bibcode:2005Sci...310..462G. doi:10.1126/science.1117908. PMID 16239470.{{cite journal}}:  نگهداری یادکرد:نام‌های متعدد:فهرست نویسندگان (link)
6. ↑  
"Photovoltaics Report" (PDF). Fraunhofer ISE. 28 July 2014. p. 6. Archived from the original (PDF) on 9 August 2014. Retrieved 31 August 2014.
7. ↑  
N. Gupta, G. F. Alapatt, R. Podila, R. Singh, K.F. Poole (2009). "Prospects of Nanostructure-Based Solar Cells for Manufacturing Future Generations of Photovoltaic Modules". International Journal of Photoenergy. 2009: 1–13. doi:10.1155/2009/154059.{{cite journal}}:  نگهداری یادکرد:نام‌های متعدد:فهرست نویسندگان (link)

## جستار های وابسته
- اخبار علمی آنلاین، جهش نقاط کوانتومی: بهره برداری از استعداد غیرقابل توضیح کریستال های کوچک در برداشت نور ، 3 ژوئن 2006.
- هفته اطلاعات ، کشف نانو کریستال دارای پتانسیل سلول خورشیدی است ، 6 ژانویه 2006.
- آزمایشگاه برکلی ، سلول‌های خورشیدی نانوکریستال غیرآلی پایدار در هوا، آزمایشگاه برکلی، پردازش شده از محلول ، 2005.
- ScienceDaily، آینده آفتابی برای سلول های خورشیدی نانوکریستال ، 23 اکتبر 2005.